# Hilfe!
Hilfe! (englischer Originaltitel The Cay) ist ein Jugendroman des US-amerikanischen Schriftstellers Theodore Taylor, der im Jahr 1969 beim Verlag Doubleday veröffentlicht wurde. Die deutsche Erstausgabe mit dem Titelzusatz ‚Eine Robinsonade‘ erschien 1973 beim Engelbert-Verlag. 1993 veröffentlichte der Autor das Buch Timothy of the Cay, in dem das Leben der Protagonisten vor und nach den Ereignissen aus dem Roman Hilfe! beschrieben wird.

## Inhalt
Die aus Virginia stammende Familie des elfjährigen Phillip Enright lebt auf Curaçao, wo sein Vater in einer Raffinerie für Royal Dutch Shell arbeitet. Als die Insel im Februar 1942 von Nazi-Deutschland mit U-Booten angegriffen wird, verlassen Phillip und seine Mutter die Karibikinsel, um in die Staaten zurückzukehren. Ihr Schiff wird allerdings von einem Torpedo getroffen. Als die beiden in ein Rettungsboot steigen wollen, wird Phillip von einem Mast am Kopf getroffen und ins Wasser geschleudert. Als er Stunden später wieder zu sich kommt, befindet er sich zusammen mit einem älteren Schwarzen namens Timothy und einer Katze auf einem Floß, von seiner Mutter ist weit und breit nichts zu sehen. Die Schiffbrüchigen treiben tagelang auf Hoher See vor sich hin, ehe sie auf einer kleinen Insel stranden. Phillip kann diese jedoch nicht mehr sehen, denn die Kopfverletzung hat dazu geführt, dass er mittlerweile erblindet ist.
Von seiner Mutter hat Phillip jede Menge Vorurteile gegenüber der schwarzen Rasse eingeimpft bekommen. Entsprechend reserviert und mitunter zornig begegnet der Junge anfangs Timothy. Doch die gemeinsame Zeit, die vielen Entbehrungen und Anstrengungen, um auf der unbewohnten Insel zu überleben, verändern schon bald Phillips Ansichten und es entwickelt sich eine innige Freundschaft zwischen dem Jungen und Timothy. Der alte Mann lehrt Phillip, trotz seiner Blindheit Herausforderungen anzunehmen und selbständig zu werden. Dies rettet Phillip schließlich das Leben, denn nach einem Hurrikan stirbt Timothy und der Junge muss ganz alleine zurechtkommen. Nur die Katze ist Phillip ein kleiner Trost und Geselle in der folgenden Zeit.
Als eines Tages die US-Amerikaner in der Nähe der Insel deutsche U-Boote jagen, kann Phillip mithilfe eines Feuers die Aufmerksamkeit eines amerikanischen Aufklärungsflugzeugs auf sich ziehen und der Junge und die Katze werden schließlich gerettet. Mehrere Operationen verhelfen Phillip dazu, wieder sehen zu können. Zurück auf Curaçao verbringt der Junge viel Zeit auf den Märkten, um dort mit den Einheimischen zu plaudern, von denen so mancher den alten Timothy gekannt hatte.

## Rezeption
Kaylee Davis schreibt in ihrer Buchrezension: „Dieser klassische Roman über Rassenvorurteile zeigt, dass es nicht auf die Hautfarbe ankommt. Phillip kannte die Rassenvorurteile seiner Mutter. Er glaubte nie, dass sie recht hatte, aber wie falsch sie damit lag, sollte er erst noch herausfinden.“ Kirkus Reviews befindet: „Eine straffe, dicht komprimierte Geschichte über Ausdauer und Offenbarung. […] Gleichzeitig bissig und zart, spannend und zerbrechlich – wie Timothy sagen würde: ‚Unfassbar gut.‘“

## Auszeichnungen
Hilfe! wurde 1970 mit einem Lewis Carroll Shelf Award und mit dem Jane Addams Children's Book Award ausgezeichnet. Letztere Auszeichnung gab Theodore Taylor allerdings 1975 auf Wunsch der Organisation zurück, nachdem das Interracial Council on Children's Books den Roman als rassistisches Buch eingestuft hatte (was der Autor strikt zurückwies).

## Referenzen
Hilfe! ist in dem literarischen Nachschlagewerk 1001 Kinder- und Jugendbücher – Lies uns, bevor Du erwachsen bist! für die Altersstufe 12+ Jahre enthalten.

## Ausgaben
- The Cay. Doubleday, USA 1969 (englisch).
- Hilfe! Eine Robinsonade. Engelbert, 1973.
- Hilfe! Gefangen im Teufelsmaul. Obelisk, 1973, ISBN 3-85264-145-4.

## Adaptionen
1974 wurde The Cay unter der Regie von Patrick Garland verfilmt. James Earl Jones verkörperte darin die Rolle des Timothy, Gretchen Corbett die Mutter von Phillip.